# Виндмилл-Хилл
Культура Виндмилл-Хилл — устаревшая гипотеза об археологической культуре эпохи неолита в Британии. Считалось, что данная культура существовала на юге Британии, в частности, на равнине Солсбери вблизи Стоунхенджа в 4 тыс. до н. э. Название происходит от Виндмилл-Хилла, где было обнаружено поселение с земляным ограждением. Племя данного поселения, вместе с ещё одним племенем неолита из Восточной Англии, по-видимому, начало сооружение Стоунхенджа на самом раннем этапе его существования.
С тех пор, как термин был впервые введен в оборот археологами, последующие раскопки и анализ артефактов показали, что «культура Виндмилл-Хилл» фактически состояла из нескольких отдельных археологических культур, таких, как Хембери (англ.) и Эбингдон (англ.); таким образом, термин «культура Виндмилл-Хилл» можно считать устаревшим.
Среди материальных свидетельств комплекса культур — крупные круглые ограждения на вершинах холмов, земляные ограждения, длинные курганы, листовидные наконечники стрел и полированные каменные топоры. Виндмиллхиллцы разводили крупный рогатый скот, овец, свиней, собак, выращивали пшеницу и добывали кремень.
Носители комплекса культур Виндмилл-Хилл прибыли в Британию из континентальной Европы и были родственны европейским культурам Шассе и Кортайо. Они занимались сельским хозяйством и сосуществовали с местной культурой охотников и собирателей Питерборо.